# Jítravský kaštan
Jítravský kaštan či Jitravský kaštan je památný strom rostoucí u Jítravy, obci na severu České republiky, v Libereckém kraji, v západních partiích okresu Liberec.

## Poloha a historie
Strom roste v lukách při západním okraji obce. Jižně od něj se do výše 500 m n. m. vypíná Kostelní vrch, na jehož úpatí směrem k památnému stromu je vystavěn kostel svatého Pankráce. Severně a východně od stromu je vedena silniční komunikace číslo III/27243, za níž je severním směrem vedena obchvatová silnice celé obce pod číslem I/13. O prohlášení stromu za památný rozhodl městský úřad v Hrádku nad Nisou, jenž 18. května 2011 vydal příslušný dokument, jenž nabyl své účinnosti 8. června 2011.

## Popis
Památný strom je jírovec maďal (Aesculus hippocastanum) dosahující výšky 21 metrů. Obvod jeho kmene činí 365 centimetrů. Při vyhlašování stromu za památný byla kolem něj stanoveno ochranné pásmo mající podobu kruhové výseče s opatnáctimetrovým poloměrem, která zasahuje na pozemky parcelní čísla 1380/4, 1380/5, 1882 a 75 v katastrálním území Jítrava.